# Звір (персонаж)
Звір (англ. Beast), справжнє ім'я Генрі Філіп "Генк" Маккой (англ. Henry Philip "Hank" McCoy) — вигаданий персонаж, що з'являється в американських коміксах видавництва Marvel Comics. Маккой є одним із засновників вигаданої команди супергероїв Люди Ікс. Спочатку персонаж був представлений як мутант, схожий на мавпоподібну надлюдську фізичну силу й спритність, великі руки та ноги, геніальний інтелект, а також нормальну зовнішність і мову. Згодом його стали називати просто Звіром, Генк Маккой зазнав прогресивних фізіологічних перетворень, набувши анімалістичних фізичних характеристик. До них відноситься блакитна шерсть, риси обличчя як мавпячих, так і котячих, загострені вуха, ікла й кігті. Фізична сила зросла до ще більшого рівня.

## Історія
Всупереч зовнішності Генка Маккоя, він зображається як блискуче освічена людина в галузі мистецтва й науки, відома своїм дотепним почуттям гумору. У коміксах він є світовим авторитетом у галузі біохімії та генетики, викладачем науки та математики в Інституті Ксав'єра (штаб-квартира Людей Ікс, школа для молодих мутантів). Політичний активіст, який проводить кампанію проти дискримінації мутантів.
Один з учасників першого складу Людей Ікс, регулярно з'являється в коміксах про цю команду з моменту першої появи. Також Звір був членом Месників і Захисників.

## В інших медіа

### Фільми
Персонаж з'являвся в медіаадаптаціях коміксів, включаючи анімаційні серіали та повнометражні фільми. У фільмі «Люди Ікс 2» (2003) Стів Бачич зобразив його в дуже короткій камео в його людській зовнішності, тоді як у фільмі «Люди Ікс: Остання битва» (2006) персонаж мав дещо важливішу роль і його зіграв Келсі Греммер. Ніколас Голт зобразив молодшу версію персонажа у фільмі «Люди Ікс: Перший клас» (2011). І Голт, і Греммер повторили свої ролі у «Люди Ікс: Дні минулого майбутнього» (2014). Голт також повторив свою роль у таких фільмах як «Люди Ікс: Апокаліпсис» (2016), «Люди Ікс: Темний Фенікс» (2019), а також зіграв епізодичну роль у «Дедпул 2» (2018).

## Колекційні видання
| Назва                                                      | Випуски | Дата публікації | ISBN                |
| ---------------------------------------------------------- | --- | --------------- | ------------------- |
| Essential Classic X-Men Volume 3                           | Amazing Adventures #11-17; X-Men (vol. 1) #54-66; Marvel Team-Up #4; Incredible Hulk #150, #161 | Березень 2009   | ISBN 978-0785130604 |
| X-Men Epic Collection: It’s Always Darkest Before The Dawn | Amazing Adventures #11-17; Amazing Spider-Man (vol. 1) #92; Incredible Hulk #150, #161, #172, #180-182; Marvel Team-Up #4, #23; Avengers (vol. 1) #110-111; Captain America (vol. 1) #172-175; Defenders #15-16; Giant-Size Fantastic Four #4 | Липень 2009     | ISBN 978-1302916039 |
| X-Men: Beauty & the Beast                                  | Beauty & The Beast #1-4; Marvel Graphic Novel 12: Dazzler The Movie, Marvel Heartbreakers | Липень 2012     | ISBN 978-0785162735 |
| Essential X-Factor Volume 4                                | X-Factor: Prisoner of Love and X-Factor (vol. 1) #51-59, Annual #4-5; Marvel Fanfare # 50; Fantastic Four Annual #23, New Mutants Annual #6 and X-Men Annual #14                                                                              | Лютий 2012      | ISBN 978-0785162858 |
| X-Men: Origins                                             | X-Men Origins: Beast; X-Men Origins: Colossus, Jean Grey, Wolverine, Sabretooth, Gambit | Червень 2010    | ISBN 978-0785134527 |